# Alquitrán mineral
El alquitrán mineral es el alquitrán obtenido como subproducto durante la destilación destructiva del carbón bituminoso a temperaturas entre 900 °C y 1100 °C.
Se conserva en envases de cierre perfecto.

## Propiedades físico-químicas
Es un líquido viscoso de color negro, más pesado que el agua. Posee un olor característico, similar al naftaleno. Poco soluble en agua, a la cual le imparte su olor y sabor característicos, y una débil reacción alcalina; parcialmente soluble en acetona, alcohol, disulfuro de carbono, cloroformo, éter, metanol y éter de petróleo; se solubiliza casi completamente en nitrobenceno, quedando solamente una pequeña porción sin disolverse suspendida en la solución.
- Datos: Q5670614